# Benjamin Wilkes

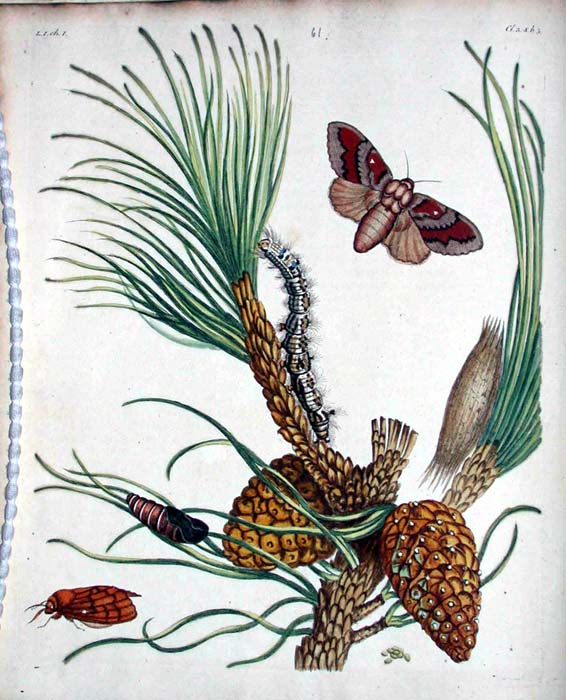
Wild Pine Tree Lappit Moth - Plancha 61 de "The English Moths and Butterflies"

Benjamin Wilkes es un pintor y grabador inglés de comienzos del siglo XVIII, que como pintor se dedicó al retrato y a la pintura de asuntos históricos, pero que es más conocido por su obra de grabador y en ella por sus grabados de insectos.
Se citan especialmente 12 planchas para la obra de Bombs, New Collection of English Moths and Butterflies y las 120 muy interesantes que constituyen la obra The English Moths and Butterflies, que él mismo publicó en 1749.
- El contenido de este artículo incorpora material del tomo 70 de la Enciclopedia Universal Ilustrada Europeo-Americana (Espasa), cuya publicación fue anterior a 1945, por lo que se encuentra en el dominio público.

- Datos: Q4889393
- Multimedia: Benjamin Wilkes / Q4889393